# Jean Dondelinger
Jean Dondelinger (Luxemburg, 4 juli 1931 - aldaar, 21 oktober 2004) was een politicus van Luxemburgse afkomst.

## Biografie
Dondelinger studeerde rechten aan achtereenvolgens de Universiteit van Nancy en de Universiteit van Parijs. Vervolgens studeerde hij politicologie aan de Universiteit van Oxford. Tussen 1954 en 1958 was hij werkzaam als advocaat. In 1958 begon Dondelinger zijn politieke carrière. Tussen 1958 en 1975 was hij werkzaam op het ministerie van Buitenlandse Zaken van Luxemburg. In 1975 werd hij benoemd tot ambassadeur bij de Europese Gemeenschappen. Negen jaar later keerde Dondelinger terug naar de Luxemburgse politiek. Tussen 1984 en 1989 was hij secretaris-generaal op het Ministerie van Buitenlandse Zaken.
In 1989 werd Dondelinger benoemd tot de Luxemburgse afgevaardigde bij de Europese Commissie. Vier jaar later werd hij opgevolgd door René Steichen.
 Frans Andriessen ·  Martin Bangemann ·  Leon Brittan ·  António Cardoso e Cunha ·  Henning Christophersen ·  Christiane Scrivener ·  Jacques Delors ·  Jean Dondelinger ·  Ray MacSharry ·  Manuel Marín ·  Abel Matutes ·  Karel Van Miert ·  Bruce Millan ·  Filippo Maria Pandolfi ·  Vasso Papandréou ·  Carlo Ripa di Meana ·   Peter Schmidhuber 

- Gemeinsame Normdatei: 170683834
- International Standard Name Identifier: 0000 0004 4890 4922
- Parlement.com: vi2jm62if9vx
- Virtual International Authority File: 218283536
- WorldCat: E39PBJrWF8C6RmvRCH3vcm6qcP